# Paul J. Kern

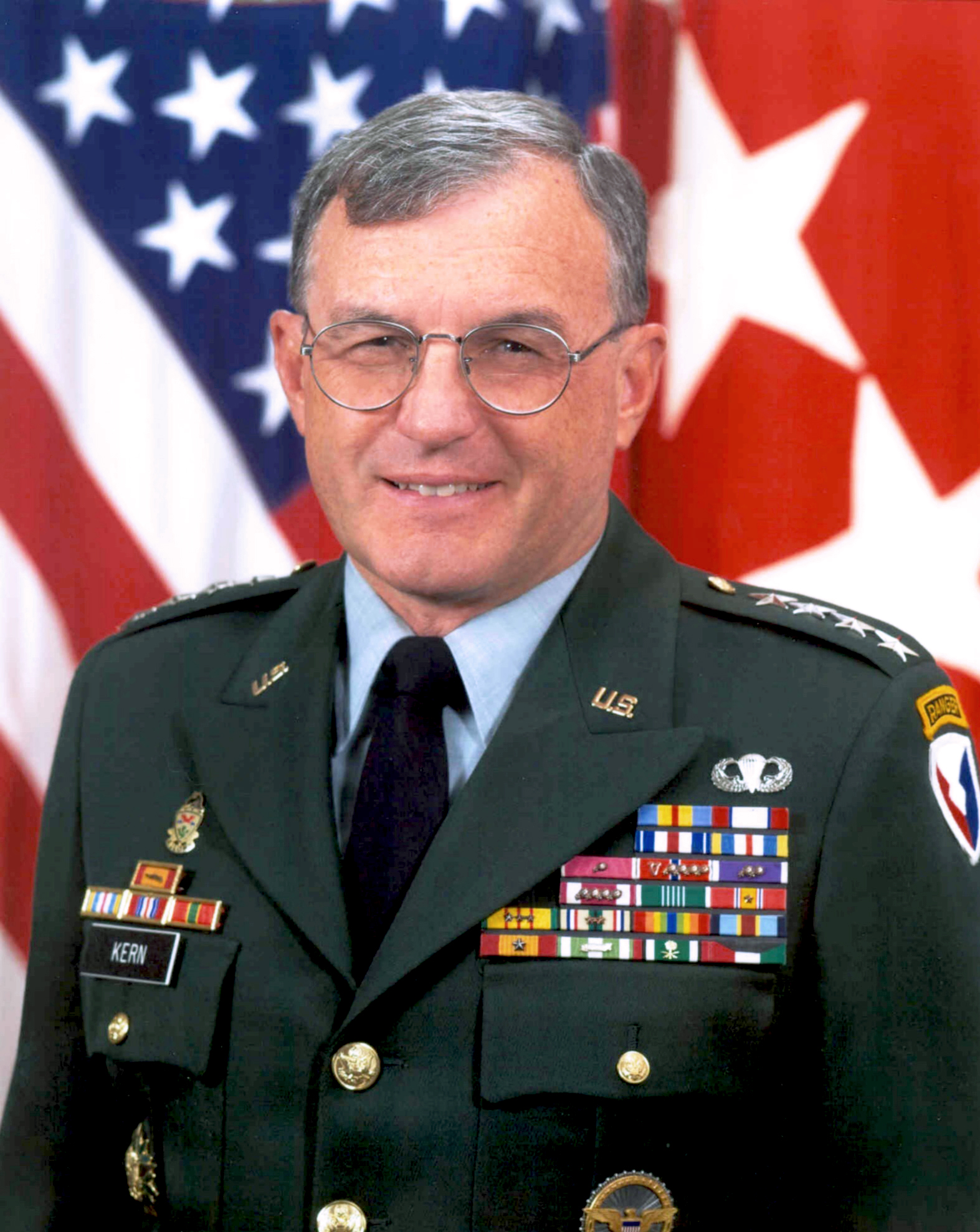
Paul J. Kern

Paul John Kern (* 16. Juni 1945 in West Orange, Essex County, New Jersey) ist ein pensionierter Viersterne-General der United States Army.
Paul Kern ist der Sohn von Bruno Michael Kern und dessen Frau Marjorie Kern geborene Bolan. Er besuchte die öffentlichen Schulen seiner Heimat einschließlich der West Orange High School. In den Jahren 1964 bis 1967 durchlief er die United States Military Academy in West Point. Nach seiner Graduation wurde er als Leutnant den Panzereinheiten des Heeres zugeteilt. In der Armee durchlief er anschließend alle Offiziersränge bis zum Viersterne-General.
Im Jahr 1973 studierte Kern an der University of Michigan das Fach Technik und erhielt 1987 einen akademischen Grad an der Harvard University.
Kern nahm Ende der 1960er Jahre am Vietnamkrieg teil, wo er unter anderem als Zugführer eingesetzt war. In den 1970er und 1980er Jahren war er an verschiedenen Standorten in den Vereinigten Staaten aber auch in Deutschland stationiert, wobei er bis zum Bataillonskommandeur aufstieg. Zwischenzeitlich lehrte er an der Militärakademie in West Point unter anderem das Fach Waffenkunde. Während des Zweiten Golfkriegs war Paul Kern Kommandeur der 2. Brigade der 24. Infanteriedivision. Nach der Rückkehr seiner Einheit nach Fort Stewart blieb er als Assistant Division Commander im Stab der 24. Infanteriedivision.
Zwischen Juni 1996 und Juni 1997 hatte Kern das Kommando über die 4. Infanteriedivision. In dieser Zeit wurden bei der Division die Vorbereitungen für die Aufnahme in das Programm zur Digitalisierung und modularen Reorganisation der Divisions- und Brigadestruktur der Landstreitkräfte gestartet, die dann nach Kerns Amtszeit vollzogen wurde. Zwischenzeitlich war Kern auch an verschiedenen Hauptquartieren als Stabsoffizier tätig.
Am 30. Oktober 2001 übernahm Paul Kern, nunmehr als Viersterne-General, das Kommando über das United States Army Materiel Command (AMC). Dabei trat er die Nachfolge von John G. Coburn an. Kern behielt dieses Kommando bis zum 5. November 2004. In diese Zeit fiel unter anderem der Beginn des Irakkriegs, wovon auch seine Dienststelle betroffen war. Nachdem er sein Kommando über das AMC an Benjamin S. Griffin übergeben hatte, wurde er Vorsitzender einer internationalen Kommission zur Aufklärung des Abu-Ghuraib-Folterskandals.
Im Januar 2005 trat Paul Kern in den Ruhestand. Danach wurde der mit Dolores I. Mercaldo verheiratete Offizier in der freien Wirtschaft tätig. Er wurde Vorstandsmitglied mehrerer Firmen und Berater der Cohen Group. Im Jahr 2007 wurde er Mitglied der National Academy of Engineering. Später wurde er Vorsitzender der Technologiefakultät (Chair of Advanced Technology) an der Militärakademie in West Point.

## Orden und Auszeichnungen
Paul Kern erhielt im Lauf seiner militärischen Laufbahn unter anderem folgende Auszeichnungen:
- Defense Distinguished Service Medal
- Army Distinguished Service Medal
- Silver Star Medal
- Defense Superior Service Medal
- Legion of Merit
- Bronze Star Medal
- Purple Heart
- Meritorious Service Medal
- National Defense Service Medal
- Vietnam Service Medal
- Southwest Asia Service Medal
- Army Service Medal
- Army Overseas Service Medal
- Vietnam Cross of Gallantry
- Vietnam Campaign Medal
- Kuwait Liberation Medal (Saudi-Arabien)
- Kuwait Liberation Medal (Kuwait)
- Joint Meritorious Unit Award
- Army Valorous Unit Award
- Parachutist Badge
- Secretary of Defense Identification Badge
- Army Staff Identification Badge
- Ranger Tab